# Georges de Bourguignon
Georges Camille Marcel de Bourguignon (Woluwe-Saint-Lambert, 1910. február 25. – Kraainem, 1989. december 31.) világbajnoki ezüstérmes, olimpiai bronzérmes belga tőr- és kardvívó.